# Castrillo de la Valduerna
Castrillo de la Valduerna és un municipi de la província de Lleó a la comunitat autònoma de Castella i Lleó. Forma part de la comarca de Tierra de la Bañeza.

## Demografia
| 1991 | 1996 | 2001 | 2004 |
| ---- | ---- | ---- | ---- |
| 307  | 257  | 225  | 198  |